# Panphanpong Pinkong
Panphanpong Pinkong (tiếng Thái: ปัณณ์พันธุ์พงษ์ ปิ่นกอง, sinh ngày 27 tháng 3 năm 1987), hoặc còn được biết với tên đơn giản Kew (tiếng Thái: คิว), là một cầu thủ bóng đá người Thái Lan thi đấu ở vị trí Hậu vệ phải cho câu lạc bộ Giải bóng đá Ngoại hạng Thái Lan Port.